# Spacien
Dans l’univers des romans de science-fiction d’Isaac Asimov, spacien   est l’adjectif relatif aux descendants des premiers terriens à avoir colonisé la Galaxie. Son équivalent féminin est spacienne. Il y a 50 mondes spaciens à l’apogée de la puissance spacienne.

## Les Spaciens (habitants)
Lorsque les habitants de la Terre ont commencé à coloniser les planètes qui deviendront les mondes Spaciens, ils ont effectué un contrôle extrêmement rigoureux sur les espèces autorisées à être transférées. Grâce à cela, les mondes Spaciens sont dépourvus de tout forme de vie hostile à l’homme, ce qui a permis à leurs habitants peu nombreux de développer une longévité exceptionnelle, avec une espérance de vie d’environ 300 ans (cependant leur croissance se fait toujours à la même vitesse que les autres humains).
À cause de leur système immunitaire inexistant car inutile, les voyages sur Terre sont très dangereux pour les Spaciens, qui s’équipent de gants protecteurs et de filtres nasaux, et qui de façon générale ne s’attardent jamais sur cette planète qu’ils considèrent comme inférieure.
En effet, le sentiment général qui domine chez les spaciens est que les humains de la Terre (et, plus tard, des mondes Coloniens), sont sous-évolués. Ils les désignent par « ce troupeau grouillant de semi-humains à la vie brève ».
Les Spaciens finirent par s’étioler et disparaître, leur société étant devenue décadente à cause de l'utilisation des robots. Seuls les Solariens ont survécu, en refusant de rester en concurrence avec les mondes Coloniens.

## Les mondes Spaciens
Parmi les mondes colonisés par les Spaciens figurent :
- Aurora
- Solaria
- Melpomenia
- Euterpe
- Nexon